# Weldergoven
Weldergoven ist ein Ortsteil der Stadt Hennef (Sieg), direkt östlich des Stadtkerns anschließend und südlich der Sieg gelegen. Außerdem liegt Weldergoven im Dreieck zwischen Siegstrecke und der Bundesstraße 478.

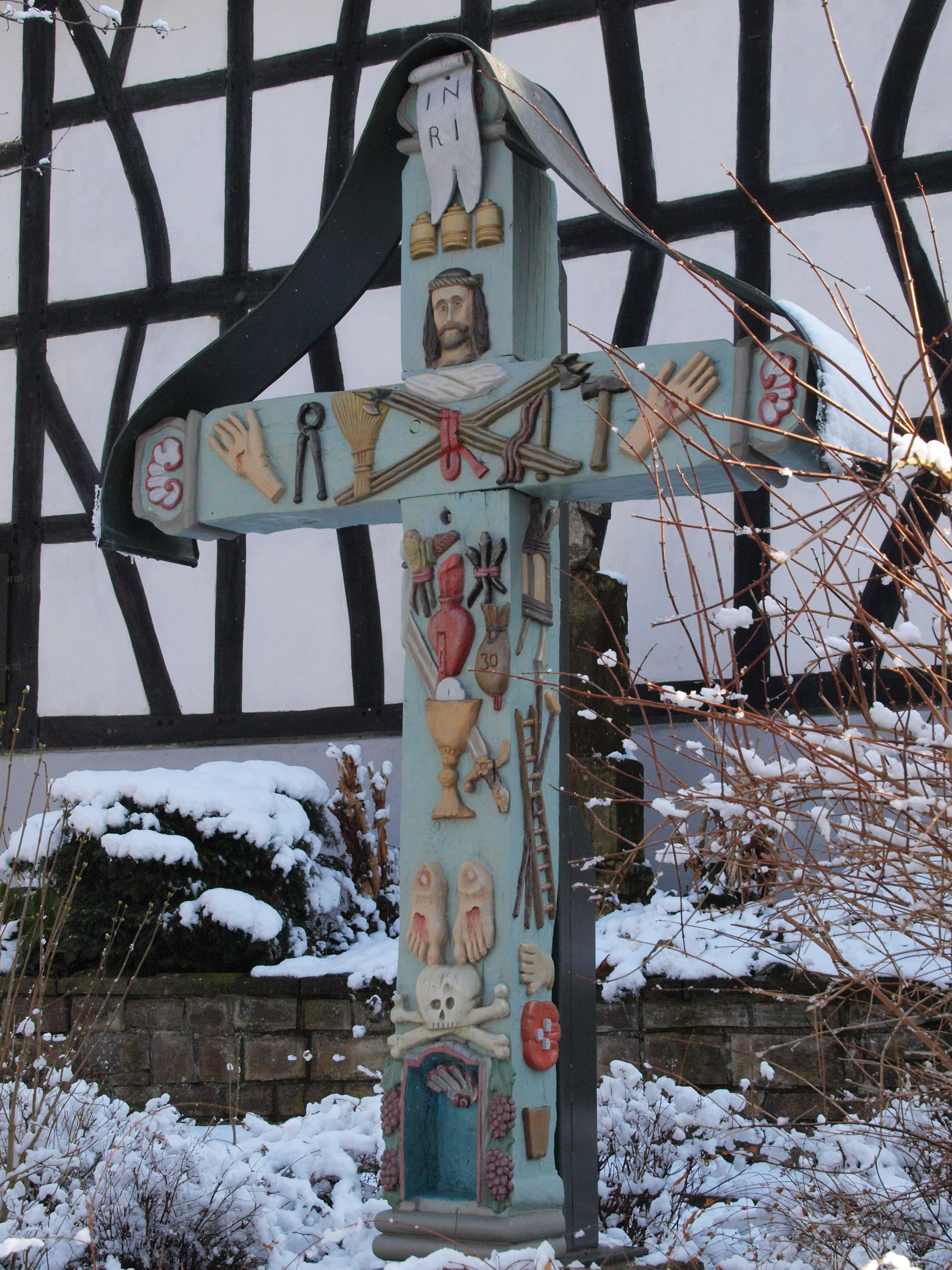
Wegekreuz in Weldergoven.

Die erste urkundliche Erwähnung von Weldergoven aus dem Jahr 1143 durch den Kölner Erzbischof Arnold von Wied bestätigt dem Nonnenkloster Rolandswerth eine Stiftung: Otto und sein Sohn Heinrich von Bonn haben für die Rettung ihrer Seelen 20 Joch Ackerland und drei Gewalten fällbares Holz geschenkt, zwei in Geisbach, eine in Weldergoven; von ebendiesem Eigengut werden 12 Malter Roggen gezahlt.
Der Ort Weldergoven wurde 1143 Wendelinchhoven genannt, dann Welderinchoven (1247), Welderkoyven (1436) und 1487 Welderkoeven.
Der kleine Ort, ursprünglich eine Ansammlung von Höfen mit Bauern und Fischern, ist im Zuge der Hennefer Stadtentwicklung stark angewachsen und inzwischen ein Wohnplatz.
Bis 1934 gehörte Weldergoven zur Gemeinde Geistingen.
Bei Weldergoven liegt der Allner Hof.
In Weldergoven findet alljährlich das „Scheunenfest“ statt, welches in einer alten, vormals aus Attenberg bei Blankenberg stammenden Scheune, stattfindet. Organisator, auch von vielen weiteren Aktivitäten der Dorfgemeinschaft ist die Interessengemeinschaft Weldergoven e. V., die im Jahre 1971 gegründet wurde.

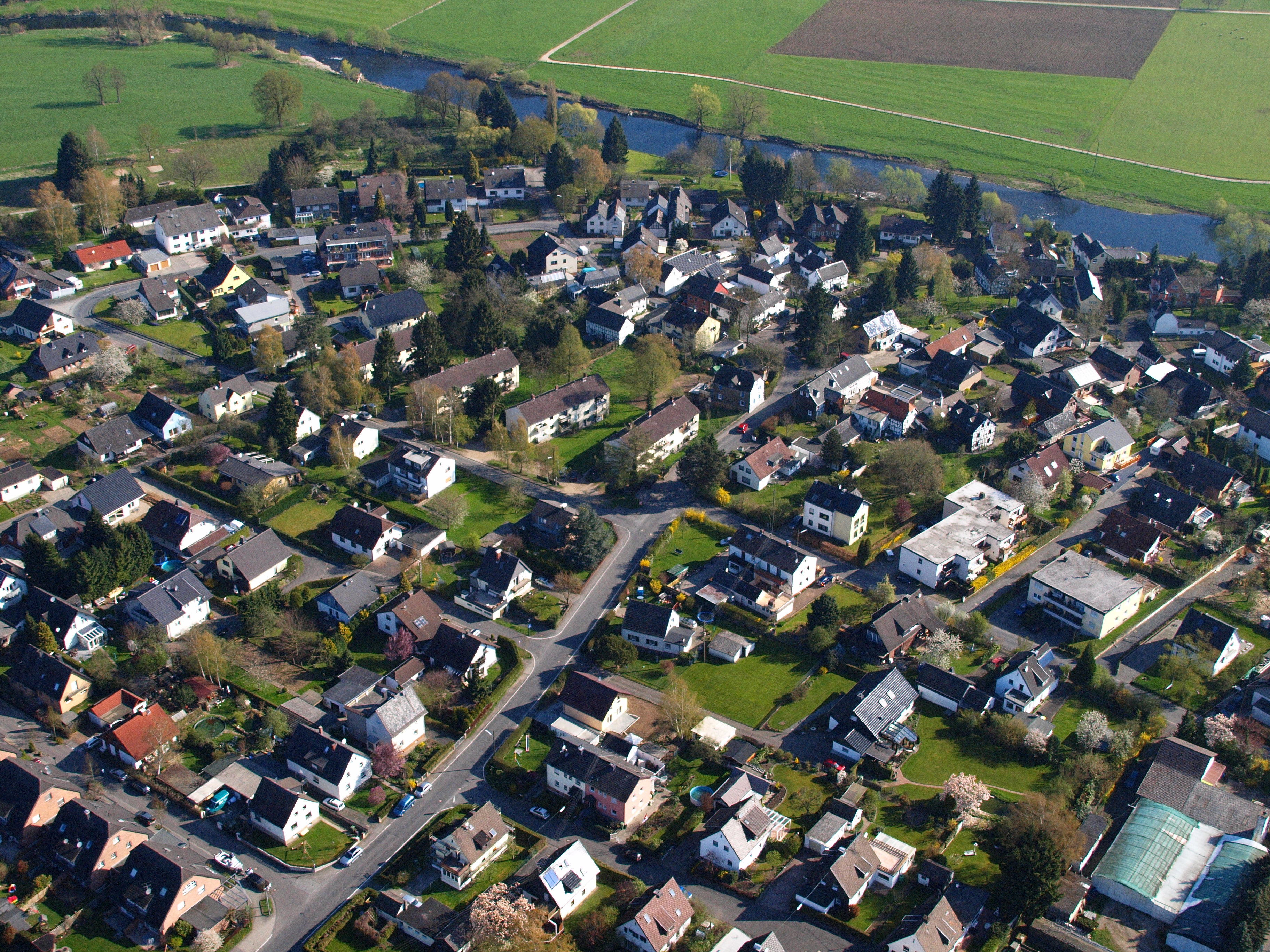
Weldergoven aus westlicher Richtung
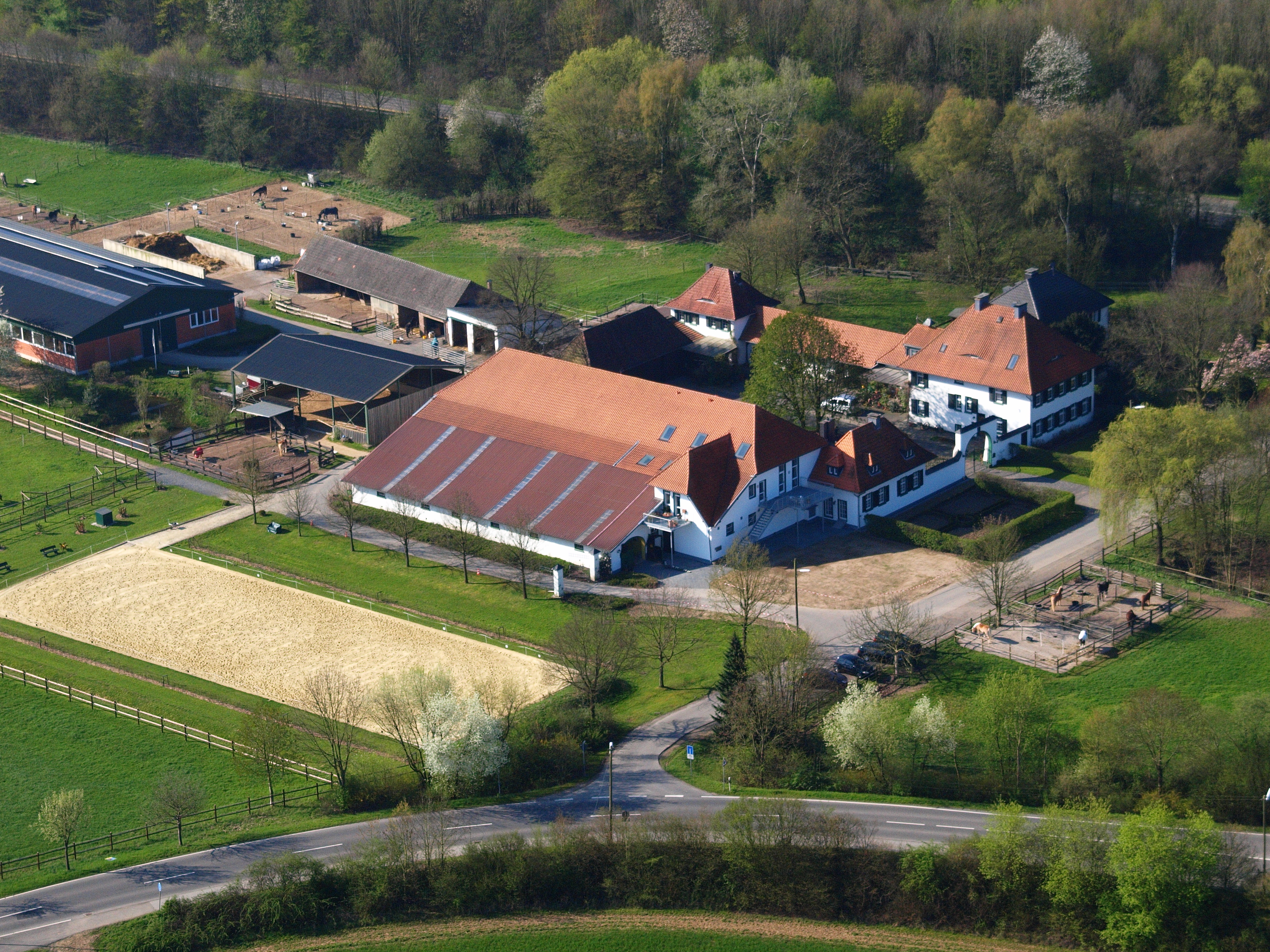
Der „Allner Hof“ bei Weldergoven